# Ailes de papillon
Pour plus de détails, voir Fiche technique et Distribution.
Ailes de papillon (Alas de mariposa) est un drame espagnol réalisé par Juanma Bajo Ulloa, sorti en 1991.
Il a reçu la Coquille d'or au festival international du film de Saint-Sébastien, et trois prix Goya : celui du meilleur premier film, celui du meilleur scénario original, et celui de la meilleure actrice pour Sílvia Munt.

## Fiche technique
- Titre : Ailes de papillon
- Titre original : Alas de mariposa
- Réalisation : Juanma Bajo Ulloa
- Scénario : Eduardo Bajo Ulloa et Juanma Bajo Ulloa
- Musique : Bingen Mendizábal
- Photographie : Enric Daví et Aitor Mantxola
- Montage : Pablo Blanco
- Société de production : Gasteizko Zinema et Iberoamericana Films Producción
- Pays :  Espagne
- Genre : Drame
- Durée : 108 minutes
- Dates de sortie : 
  -  Espagne : 18 octobre 1991

## Distribution
- Sílvia Munt : Carmen
- Tito Valverde : Gabriel
- Susana García Díez : Ami
- Laura Vaquero : la fille d'Ami
- Txema Blasco : Abuelo
- Alberto Martín Aranaga : Gorka
- Rafael Martín : Lucio
- Olivia Sánchez : Olivia